# Associazione Calcio Monza 1945-1946
Questa voce raccoglie le informazioni riguardanti l'Associazione Calcio Monza nelle competizioni ufficiali della stagione 1945-1946.

## Stagione
Nell'estate del 1945 il Monza, non potendo più utilizzare il vecchio campo di via Ghilini perché non più omologabile per i campionati di Serie C, decide di rispolverare il vecchio progetto che prevedeva la conversione degli spazi della G.I.L. presenti dietro la Casa del Balilla.
Accordatosi con il Comune di Monza per la cessione del proprio campo, il Monza si impegna a dissodare il terreno del dismesso Cimitero di San Gregorio rifacendone completamente il fondo togliendo anche residui di resti umani.
Nell'impossibilità di costruire una tribuna viene eretta una piccolissima tribuna di legno avente capienza molto ridotta. 
Il pubblico ha a disposizione solo dei terrapieni leggermente rialzati accalcandosi a ridosso della recinzione.
Ripresa l'attività ufficiale disputando la Serie C della Lega Nazionale Alta Italia, il Monza manca l'ammissione alle finali per la promozione in Serie B.
Alla guida della squadra viene riconfermato Angelo Piffarerio (ex calciatore degli anni '20). 
I migliori realizzatori di stagione sono stati Angelo Uggetti, autore di otto reti, e Giuseppe Madini con sette centri.

## Rosa
| N. |                   | Ruolo | Calciatore          |
| -- | ----------------- | ----- | ------------------- |
|    | Italia (bandiera) | A     | Alfredo Aliprandi   |
|    | Italia (bandiera) | A     | Ettore Barbieri     |
|    | Italia (bandiera) | C     | Achille Bellinzona  |
|    | Italia (bandiera) | C     | Mario Bergamaschi   |
|    | Italia (bandiera) | A     | Piero Brambilla     |
|    | Italia (bandiera) | A     | Bruno Braguti       |
|    | Italia (bandiera) | C     | F. Brioschi         |
|    | Italia (bandiera) | D     | Riccardo Caglio     |
|    | Italia (bandiera) | D     | Natale Camurati     |
|    | Italia (bandiera) | D     | Riccardo Colombo    |
|    | Italia (bandiera) | C     | Nerino Di Giovanni  |
|    | Italia (bandiera) | D     | Luigi Fumagalli     |
|    | Italia (bandiera) | P     | Alessandro Galbiati |
|    | Italia (bandiera) | C     | Gino Golo           |

| N. |                   | Ruolo | Calciatore                |
| -- | ----------------- | ----- | ------------------------- |
|    | Italia (bandiera) | A     | Luigi Lorini              |
|    | Italia (bandiera) | A     | Giuseppe Madini           |
|    | Italia (bandiera) | A     | Giuseppe Maietti          |
|    | Italia (bandiera) | A     | Giulio Masini             |
|    | Italia (bandiera) | D     | Giovanni Passoni          |
|    | Italia (bandiera) | A     | Gino Pedani               |
|    | Italia (bandiera) | P     | Luigi Poggi               |
|    | Italia (bandiera) | A     | Giacomo Restagno          |
|    | Italia (bandiera) | A     | E. Rocca                  |
|    | Italia (bandiera) | D     | Cesare Ferdinando Rossini |
|    | Italia (bandiera) | A     | Giovanni Sala             |
|    | Italia (bandiera) | A     | Angelo Uggetti            |
|    | Italia (bandiera) | P     | Piero Ventura             |

## Risultati

### Girone di andata
| Arbitro: | Codeluppi (Lodi) |

|             |           |              |
| Uggetti 73’ | Marcatori | 51’ Morzenti |

| Arbitro: | Andreoni (Milano) |

|                                        |           |                 |
| Trabattoni 21’ Melli 32’ Tagliabue 52’ | Marcatori | 31’, 75’ Lorini |

| Arbitro: | Melgari (Bergamo) |

|                         |           |                           |
| Braguti 41’ Uggetti 87’ | Marcatori | 13’ Tagliabue 84’ Pozzoli |

| Arbitro: | Barra (Bergamo) |

|               |           |                    |
| Gusmeroli 20’ | Marcatori | 55’ (rig.) Uggetti |

| Arbitro: | Candiani (Busto Arsizio) |

|            |           |                        |
| Lorini 62’ | Marcatori | 38’ Maggioni 87’ Mauri |

| Arbitro: | Loda (Brescia) |

|                               |           |            |
| Corbetta 53’, 73’ Brugola 95’ | Marcatori | 56’ Madini |

| Arbitro: | De Appollonia (Genova) |

|                                 |           |              |
| Uggetti 50’ (rig.) Barbieri 75’ | Marcatori | 25’ Capolaro |

| Arbitro: | Fumagalli (Milano) |

|                                    |           |  |
| Borgonovo 8’ Tragni 18’ Strada 36’ | Marcatori |  |

| Arbitro: | Milanone Ridor (Biella) |

|                                    |           |  |
| Braguti 43’ Passoni 56’ Madini 75’ | Marcatori |  |

| Arbitro: | Barra (Bergamo) |

|            |           |  |
| Parini 75’ | Marcatori |  |

| Arbitro: | Gambarotta (Genova) |

|                               |           |             |
| Uggetti 28’ (rig.) 84’ (rig.) | Marcatori | 39’ Buzzoni |

### Girone di ritorno
| Arbitro: | Limido (Milano) |

|                         |           |                       |
| Sacchi 30’ Morzenti 52’ | Marcatori | 25’ Lorini 70’ Madini |

| Arbitro: | Conti (Genova) |

|            |           |           |
| Madini 71’ | Marcatori | 6’ Vivian |

| Arbitro: | Duchini (Biella) |

|                                        |           |  |
| Capiaghi 15’ Strazzari 16’ Clerici 30’ | Marcatori |  |

| Arbitro: | Andreoni (Milano) |

|                       |           |  |
| Madini 43’ Pedani 64’ | Marcatori |  |

| Arbitro: | Coletti (Treviso) |

|           |           |            |
| Ricci 17’ | Marcatori | 26’ Pedani |

| Arbitro: | Cicardi (Lecco) |

|                             |           |             |
| Pedani 19’, 67’ Uggetti 82’ | Marcatori | 80’ Ferrari |

| Arbitro: | Rosso (Casale Monferrato) |

|              |           |  |
| Capolaro 18’ | Marcatori |  |

| Arbitro: | Cicardi (Lecco) |

|                                        |           |  |
| Madini 2’, 23’ Brioschi 32’ Pedani 58’ | Marcatori |  |

| Arbitro: | Milanone Ridor (Biella) |

|           |           |  |
| Corti 80’ | Marcatori |  |

| Arbitro: | Barbieri (Robbio) |

|                    |           |               |
| Uggetti 89’ (rig.) | Marcatori | 83’ Brambilla |

| Arbitro: | Del Nobolo (Milano) |

|             |           |                          |
| Gardini 47’ | Marcatori | 28’ Pedani 78’ Fumagalli |